# Bùi Tuấn Dũng
Bùi Tuấn Dũng là đạo diễn phim làm việc tại Hãng phim truyện Việt Nam. Anh là một trong những đạo diễn trẻ của thế hệ đạo diễn thành danh đầu thế kỉ 21 với cả hai mảng, phim truyện nhựa và phim truyền hình. Anh còn làm giám khảo trong các kì Liên hoan phim Quốc gia như giải Cánh Diều, Bông Sen...
Đã tham gia sản xuất nhiều phóng sự tài liệu, truyền hình thực tế và những sự kiện lớn truyền hình trực tiếp... Từng tham gia xây dựng những dự án lớn về thời sự và giải trí. Đã cộng tác với các đơn vị truyền thông lớn như VTV, HTV, VTC, TV Plus, TFS, VFC, FPT, Tincom media, IB group, Hãng phim Hội nhà Văn, Hãng phim Việt – BHD… Đã cộng tác các đơn vị truyền thông nước ngoài như Hãng phim Vân Nam – Trung Quốc, đài Truyền hình Wisma – CHLB Đức…

## Tiểu sử
Bùi Tuấn Dũng sinh ngày 12 tháng 7 năm 1972, tại Thái Thụy, Thái Bình; trong một gia đình quân đội với một người anh anh trai đã hy sinh khi Tuấn Dũng mới 3 tuổi. Với năng khiếu nghệ thuật có sẵn, anh thi vào trường Trường Đại học Sân khấu - Điện ảnh Hà Nội.

## Sự nghiệp
Khi đang là sinh viên, anh đã được làm trợ lý cho phim Sống mãi với thủ đô. Năm 2000, Tuấn Dũng là sinh viên duy nhất của lớp đạo diễn điện ảnh chỉ có 2 sinh viên tốt nghiệp năm đó. Sau khi tốt nghiệp, anh đầu quân cho Hãng phim truyện Việt Nam, tham gia giảng dạy tại Trường Đại học Sân khấu - Điện ảnh Hà Nội và Điện ảnh Quốc tế Sài Gòn, anh từng là thành viên Ban Giám khảo nhiều kỳ Liên hoan phim Việt Nam…
Ngoài ra, cũng không quên điểm qua vai trò biên kịch của nam đạo diễn. Thuở còn đi học, nam đạo diễn cũng tham gia vai trò này với hai bộ phim từng phát sóng trên VTV3 là Thời gian để sống (1997), Trước thềm thế kỉ (1998). Một số kịch bản phim truyền hình gây ấn tượng với khán giả có thể điểm qua như Vòng tròn cạm bẫy (đồng biên kịch với Hồng Anh), Bình minh phía trước (2022),.. Đặc biệt với Vũ điệu tử thần - phim điện ảnh đầu tiên do anh chắp bút kiêm đạo diễn.  
Năm 2004, Bùi Tuấn Dũng được Hãng Phim Truyện Việt Nam giao đạo diễn bộ phim truyện nhựa Đường thư, đây là phim đầu tay của anh; anh là đạo diễn phim nhựa trẻ nhất của hãng lúc bầy giờ. Với bộ phim Những người viết huyền thoại, anh và cả đoàn đã dành được 6 giải tại LHP Việt Nam lần thứ 18 và 4 Giải thưởng của Hội Điện ảnh Việt Nam.

## Tác phẩm

### Điện ảnh
| Năm  | Phim                         | Ghi chú | Nguồn |
| ---- | ---------------------------- | ------- | ----- |
| 2005 | Đường thư                    |         |       |
| 2006 | Hà Nội Hà Nội                |         |       |
| 2006 | Vũ điệu tử thần              |         |       |
| 2009 | Âm sắc của màn đêm           |         |       |
| 2013 | Những người viết huyền thoại |         |       |
| 2015 | Thầu Chín Ở Xiêm             |         |       |
| 2021 | Khúc Mưa                     |         |       |

### Truyền hình
| Năm  | Phim                   | Ghi chú              | Kênh | Nguồn       |
| ---- | ---------------------- | -------------------- | ---- | ----------- |
| 2004 | Dòng lũ cuốn           | Điện ảnh truyền hình | VTV3 | [ 2 ] [ 3 ] |
| 2007 | Linh lan trắng         | Phim dài tập         | HTV7 | [ 3 ]       |
| 2007 | Đám cưới ở thiên đường | Phim ngắn tập        | VTC1 | [ 3 ]       |
| 2010 | Nhiệm vụ đặc biệt      |                      | HTV9 |             |
| 2011 | Đi qua ngày biển động  | Phim dài tập         | HTV9 |             |
| 2011 | Vòng tròn cạm bẫy      |                      | VTV1 |             |
| 2014 | Đường lên Điện Biên    | Phim dài tập         | VTV1 |             |
|      | Hoa Đại trắng          |                      |      |             |
| 2022 | Bình minh phía trước   | Phim dài tập         | VTV1 |             |

### Biên kịch
| Năm  | Phim                 | Ghi chú                            | Truyền hình | Điện ảnh | Nguồn |
| ---- | -------------------- | ---------------------------------- | ----------- | -------- | ----- |
| 1997 | Thời gian để sống    | Nằm trong "Điện ảnh chiều thứ bảy" | VTV3        |          |       |
| 1998 | Trước thềm thế kỉ    |                                    | VTV3        |          |       |
| 2006 | Vũ điệu tử thần      |                                    |             | X        |       |
| 2012 | Vòng tròn cạm bẫy    | Đồng biên kịch với Hồng Anh        | HTV9        |          |       |
| 2022 | Bình minh phía trước |                                    | VTV1        |          | [ 4 ] |

## Giải thưởng

### Giải thưởng cá nhân
- Giải Cánh diều 2006 - Đạo diễn phim truyền hình dài tập xuất sắc - phim Đám cưới ở thiên đường
- Danh hiệu Nghệ sĩ Ưu tú (2019)
- Giải A * Hồ Chí Minh 2015 [cần dẫn nguồn]

### Giải thưởng cho tác phẩm
- Phim Hà Nội, Hà Nội
  - Giải Cánh diều vàng cho phim truyện nhựa xuất sắc nhất 2006.
  - Giải Bông sen vàng cho phim truyện nhựa xuất sắc nhất Liên hoan phim Việt Nam lần thứ 15
  - Giải Khán giả bình chọn phim truyện yêu thích nhất Liên hoan phim Việt Nam lần thứ 15
- Phim Vũ điệu tử thần Giải Ban giám khảo dành cho phim truyện nhựa Liên hoan phim Việt Nam lần thứ 15
- Phim Đường thư
  - Giải thưởng của Bộ Quốc Phòng (BQP) về Văn học * Nghệ thuật – Báo chí 2004 – 2009 * trao cho Phim truyện nhựa
- Phim Âm sắc của màn đêm
  - Giải BQP Văn học * Nghệ thuật – Báo chí 2004 – 2009 * trao cho Phim truyền hình
- Giải Chuông vàng cho TVC quảng cáo 2007
- Phim Những người viết huyền thoại
  - Giải Bông sen vàng cho phim truyện nhựa xuất sắc nhất Liên hoan phim Việt Nam lần thứ 18
  - Giải Khán giả bình chọn phim truyện yêu thích nhất Liên hoan phim Việt Nam lần thứ 18
  - Giải Cánh diều đặc biệt 2013
  - Giải BQP Văn học - Nghệ thuật – Báo chí 2010 – 2015 cho Phim truyện nhựa
- Phim Thầu Chín ở Xiêm
  - Giải A, Cuộc thi sáng tác, quảng bá tác phẩm văn học nghệ thuật, báo chí về chủ đề học tập và làm theo tấm gương đạo đức Hồ Chí Minh (Ban Tuyên giáo Trung ương)
  - Giải A, Giải thưởng văn học nghệ thuật, báo chí đề tài lực lượng vũ trang và chiến tranh cách mạng 5 năm (2014 - 2019) của Tổng Cục Chính trị, Quân đội nhân dân Việt Nam.
- Phim Bình minh phía trước
  - Giải Cánh diều Bạc cho phim truyện truyền hình 2023.